# Вильстер, Франциск Христофорович
Франциск-Конрад Христофорович Вильстер (1769 — после 1797) — академик архитектуры Императорской Академии художеств.

## Биография
Подданный Дании. Учился в скульптурном классе Копенгагенской королевской Академии искусств, Императорской Академии художеств (1780–1785).
Получил звание «назначенного в академики» (1785) за представленные работы. Звание академика (1794) за «план, фасад и профиль публичного театра».
Жил и работал в Санкт-Петербурге и Москве.
Основные строения: главный дом усадьбы в Черёмушках (1786–1887), проект «плана, фасада публичного театра» (1794).